# Klášter Rein
Klášter Rein je cisterciácké opatství v rakouské spolkové zemi Štýrsko. Je dceřiným klášterem opatství v Ebrachu z morimondské linie. V letech 1959–1990 tvořil unii s českým cisterciáckým opatstvím ve Vyšším Brodě (pod názvem Stift Rein-Hohenfurt), kde v té době byl státní mocí znemožněn mnišský život.

## Historie
Klášter založil v roce 1129 štýrský markrabě Leopold I., řečený Silný, který však krátce po založení kláštera zemřel. Jednalo se tehdy o 38. cisterciácký klášter na světě, a dnes jde o nejstarší fungující cisterciácké opatství na světě (všechny starší cisterciácké kláštery byly buď zrušeny nebo zanikly jiným způsobem). Do Reinu vyslal první mnichy opat Adam z kláštera v Ebrachu.
Klášter se slibně rozvíjel až do 15. století, kdy nastala krize. V klášteře žilo jen několik málo mnichů. Další krize nastala v 19. století, kdy bylo uvažováno o rozpuštění místní mnišské komunity. Za druhé světové války klášterní areál vyvlastnili nacisté, po roce 1945 byl však klášter obnoven. Do Reinu se později uchýlili němečtí cisterciáci, odsunutí z opatství ve Vyšším Brodě. Vyšebrodský opat Tecelin Jaksch byl v letech 1949–1954 opatem-administrátorem Reinu. V roce 1950 byl vyšebrodský klášter nuceně zrušen a cisterciáci kvůli uchování kontinuity vytvořili formální unii Reinu s Vyšším Brodem. Tato unie trvala až do roku 1990, kdy byl vyšebrodský klášter opět osamostatněn a vrátili se do něj mniši.
V roce 1979 papež Jan Pavel II. povýšil reinský klášterní kostel na basilicu minor. Roku 2006 byly v mariánské kapli kláštera nalezeny pozůstatky markraběte Leopolda, který klášter založil. Do té doby byly jeho ostatky považovány za nezvěstné. V současné době patří ke klášteru 16 mnichů, z nichž devět žije v klášteře, ostatní spravují inkorporované farnosti v okolí.

## Evropské dědictví
Tento klášter je součástí skupiny Cisterscapes (krajiny v okolí cisterciáckých klášterů). Tento soubor  byl začleněn do Evropského dědictví 17. dubna 2024.

## Fotogalerie

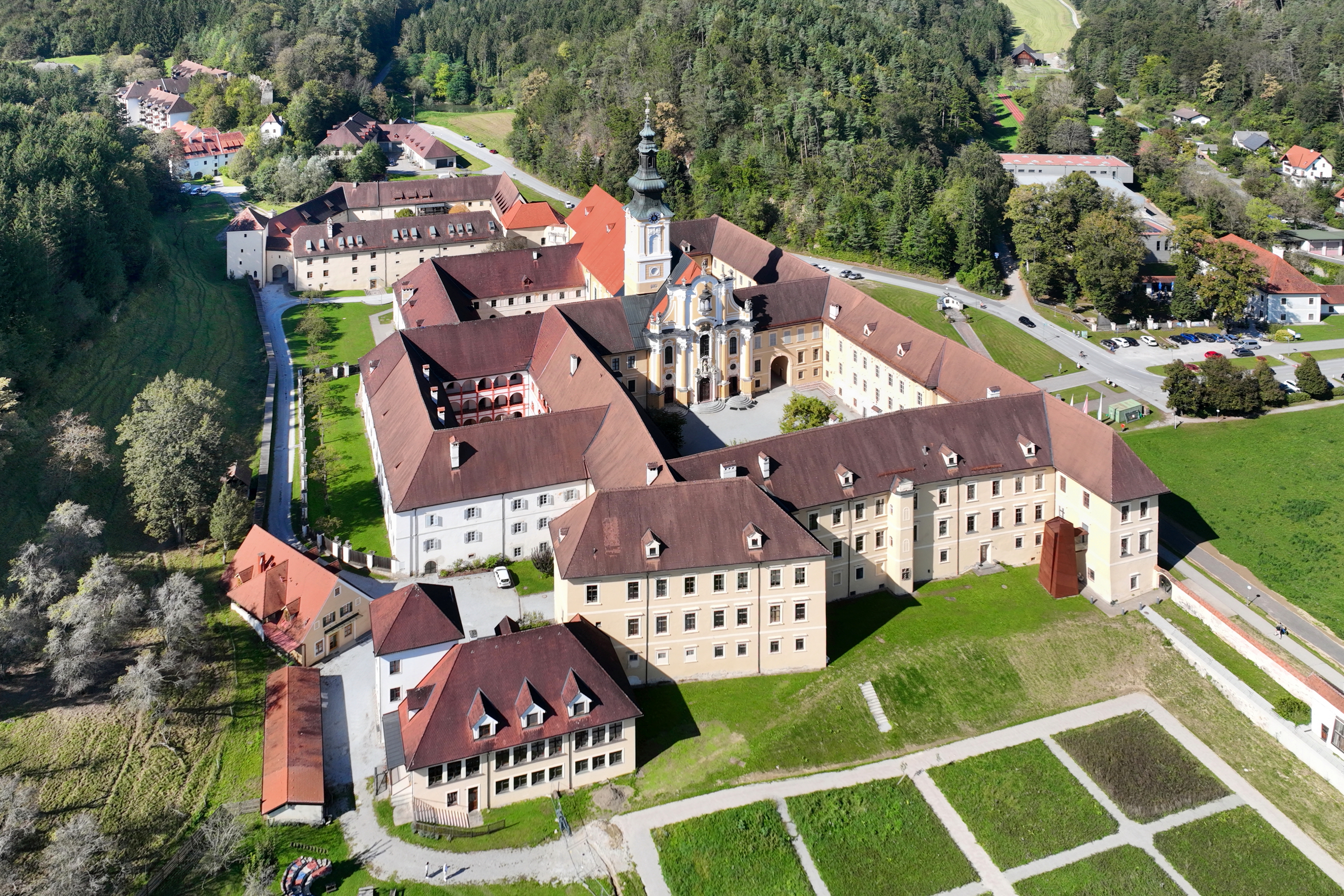
Letecký pohled na klášter
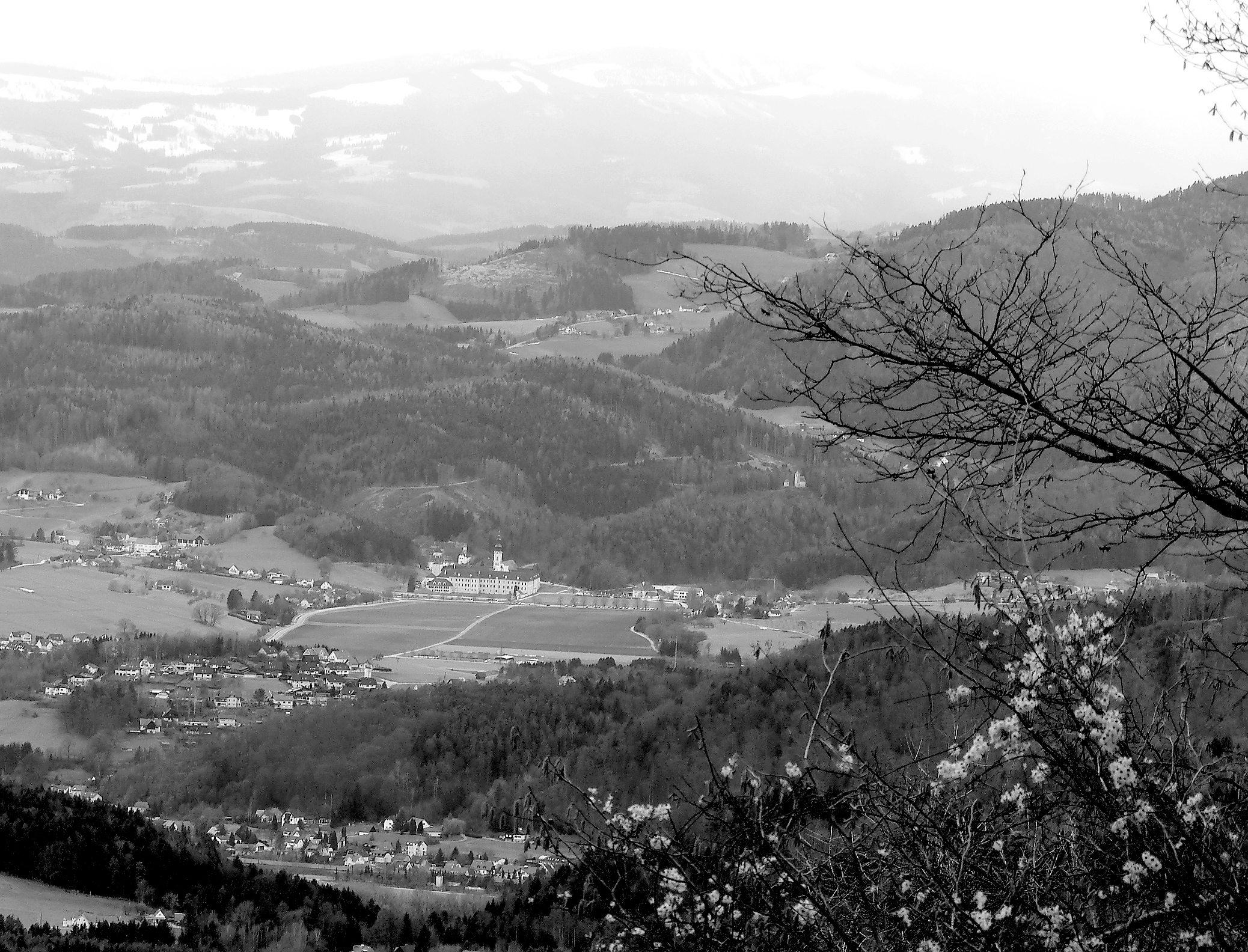
Geografická poloha kláštera Rein
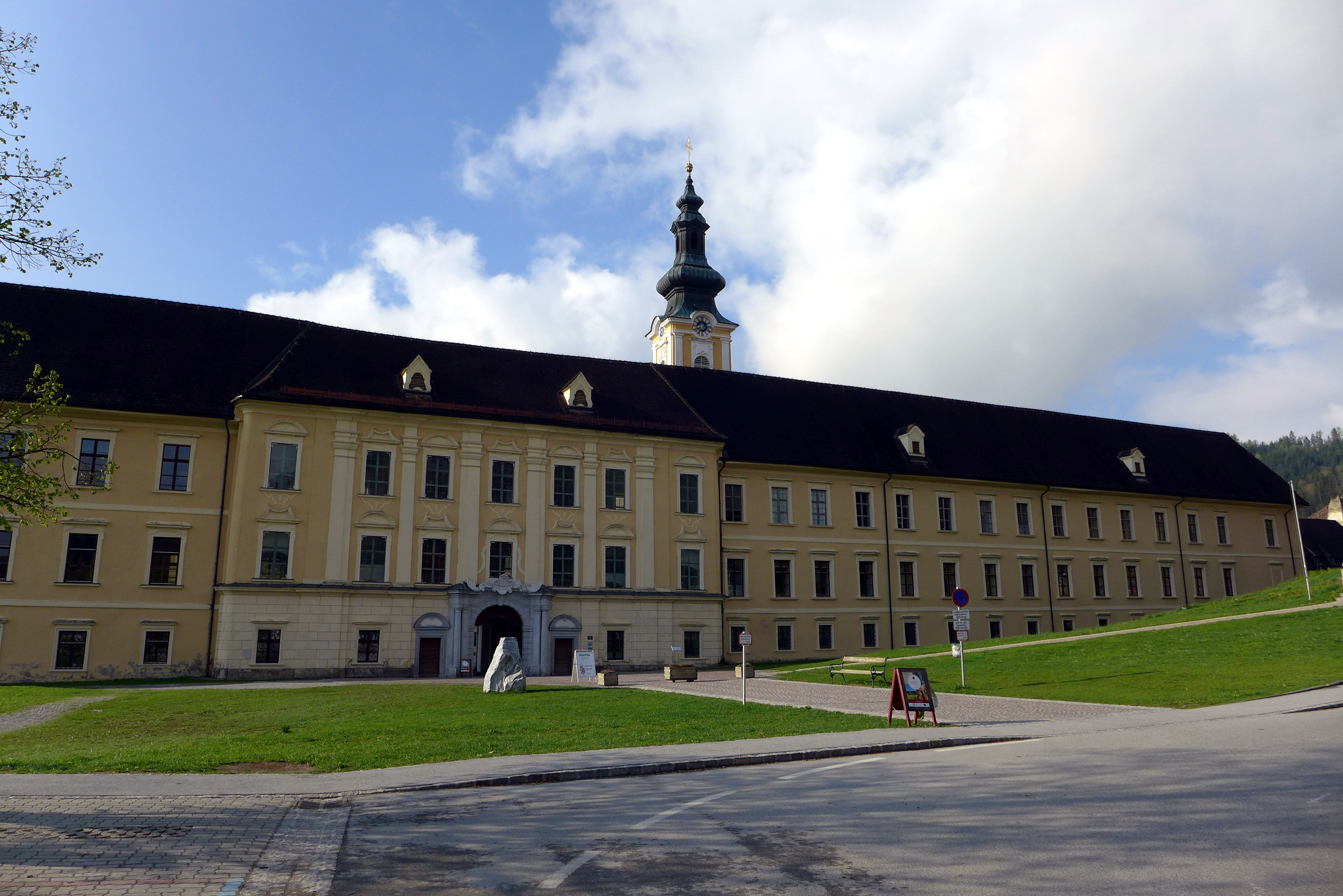
Klášter Rein
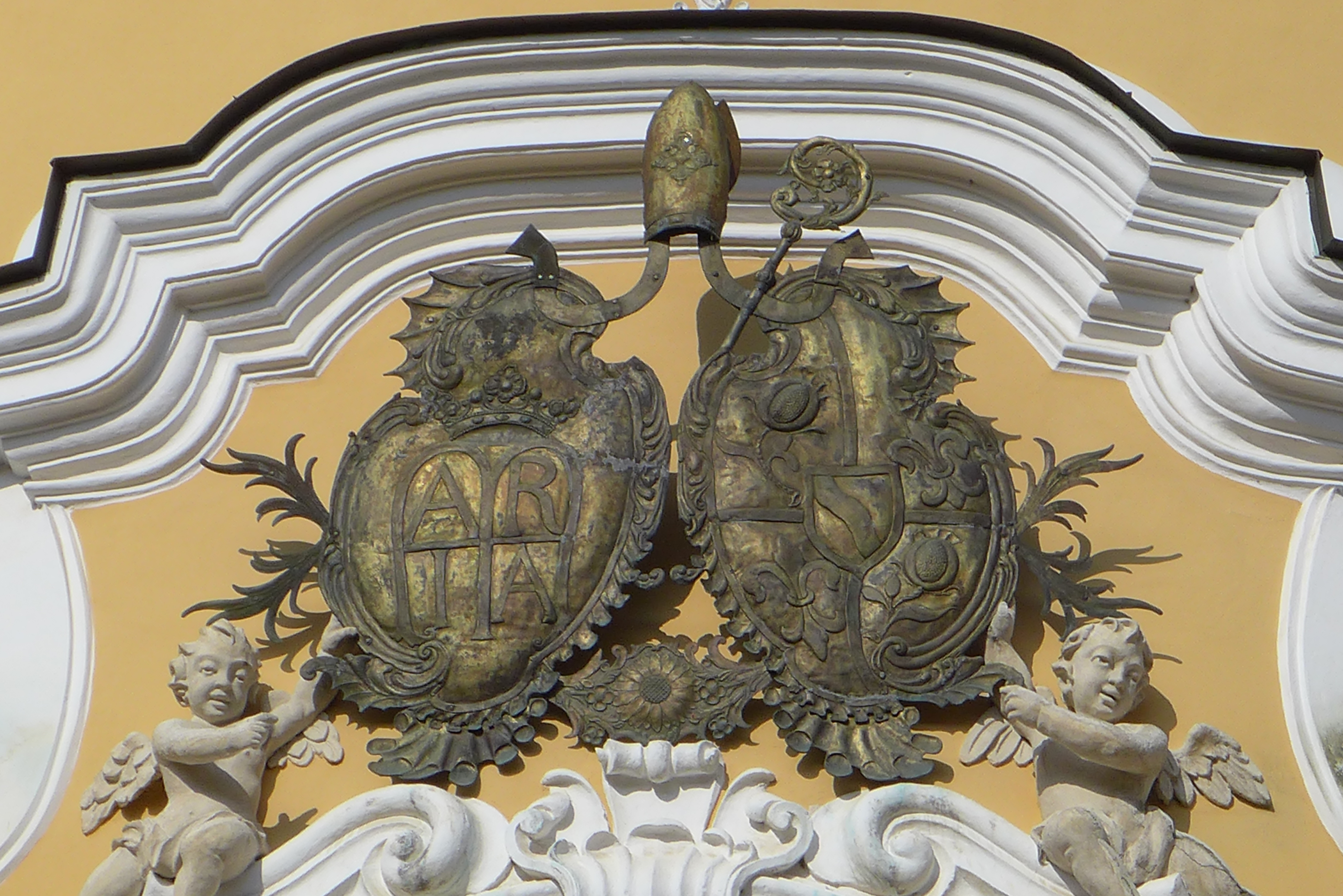
Vnější fasáda kostela
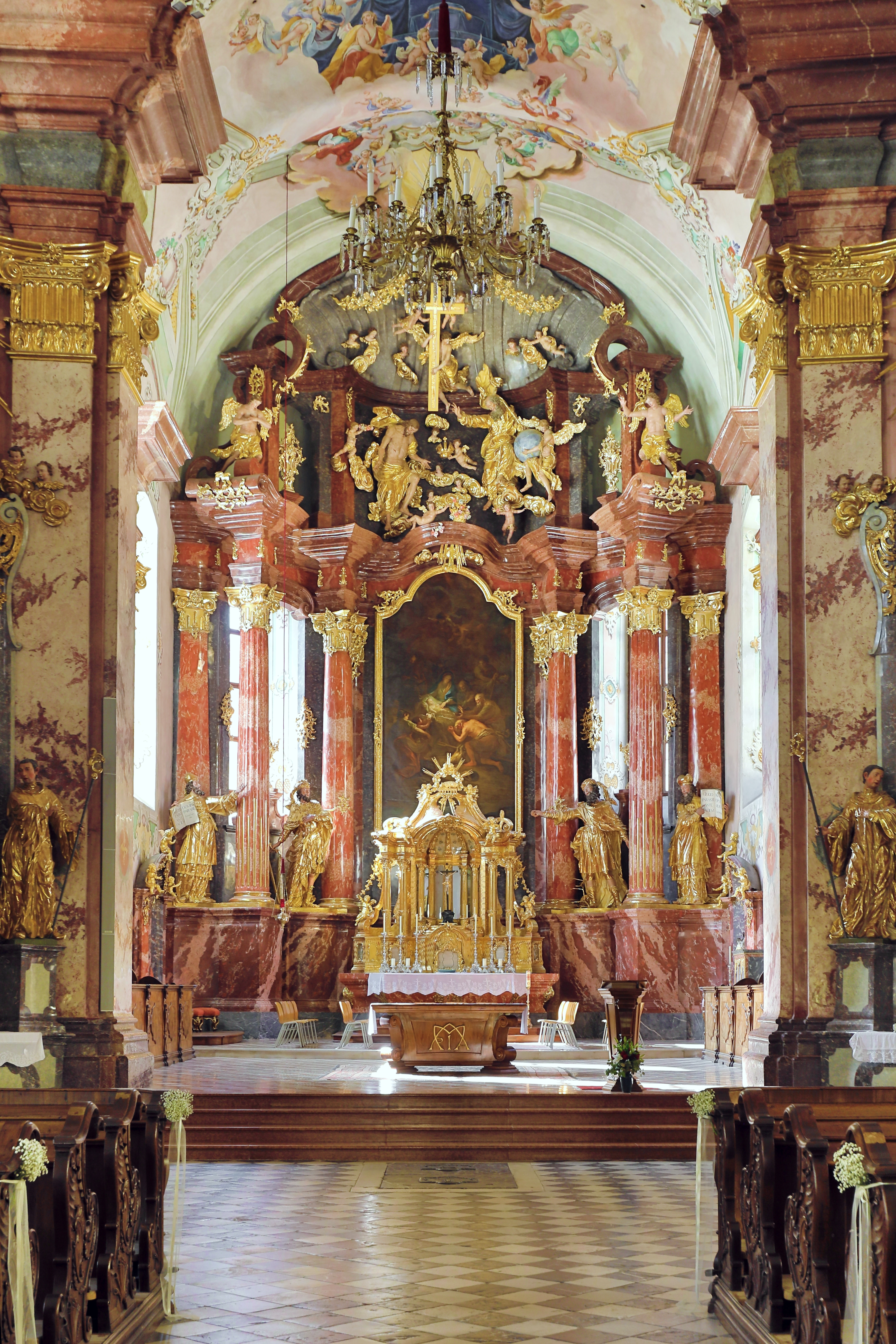
Vysoký oltář kolegiátního kostela
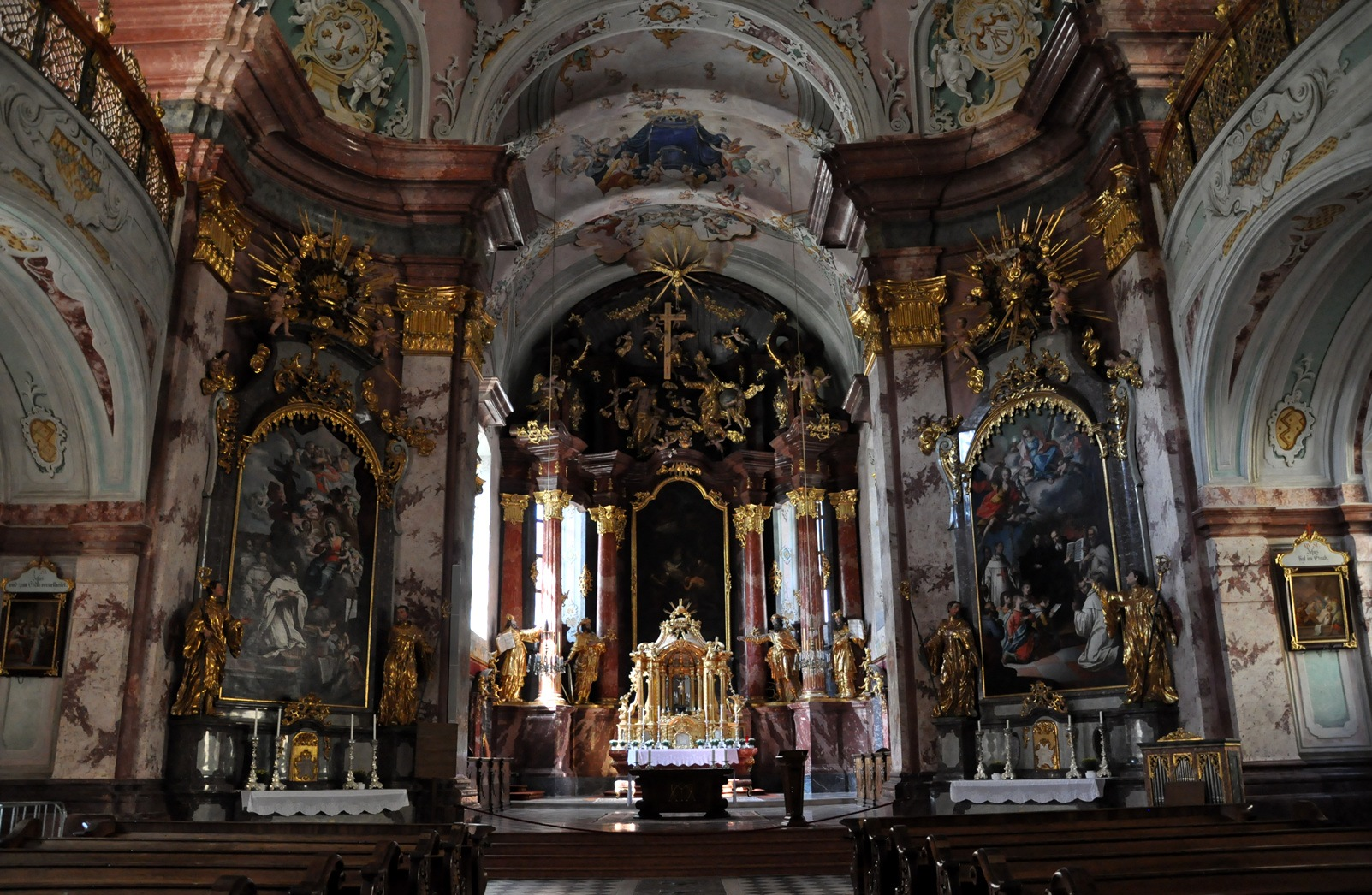
Vnitřní interiér kostela
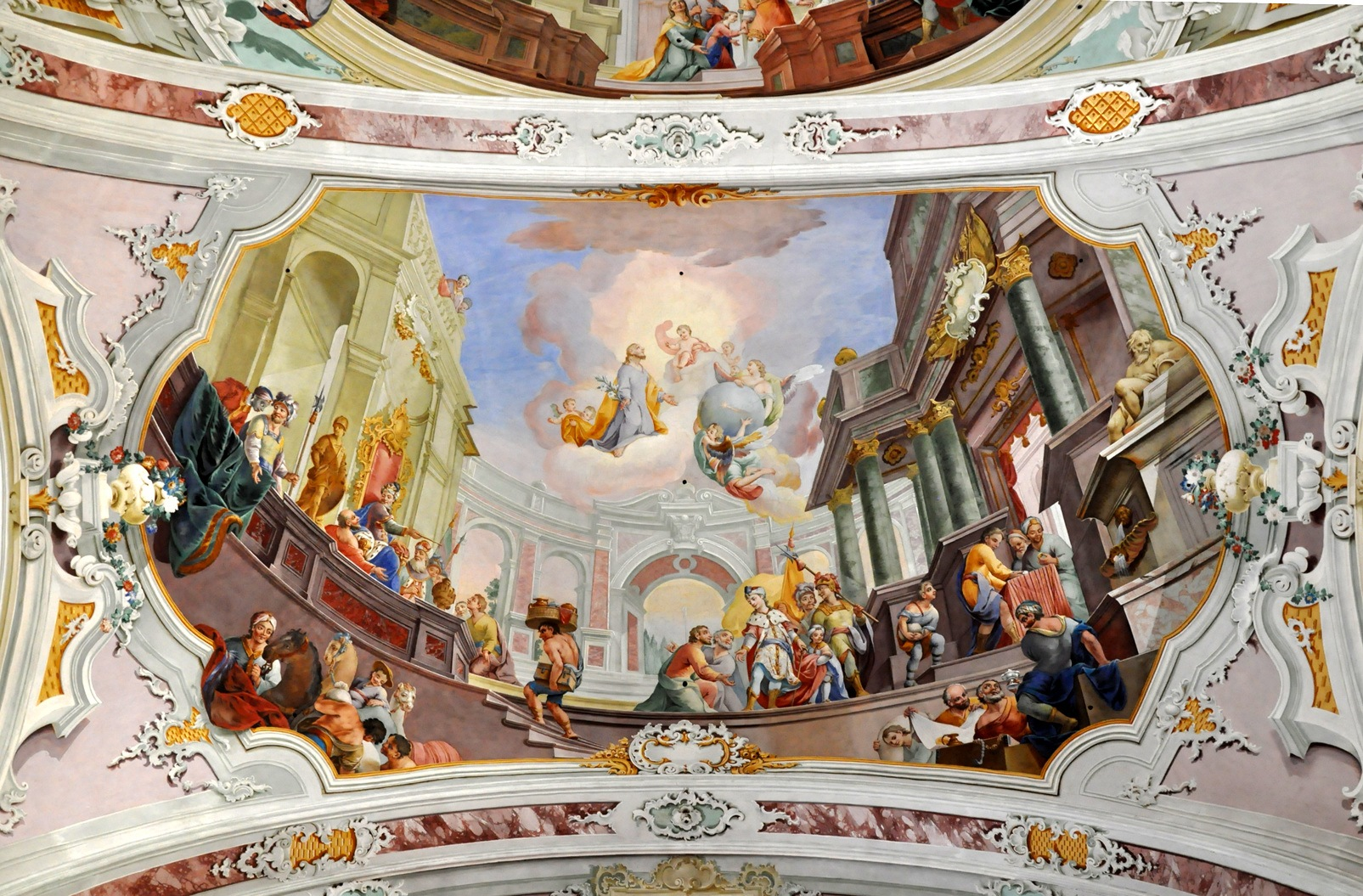
Stropní malba v kostele
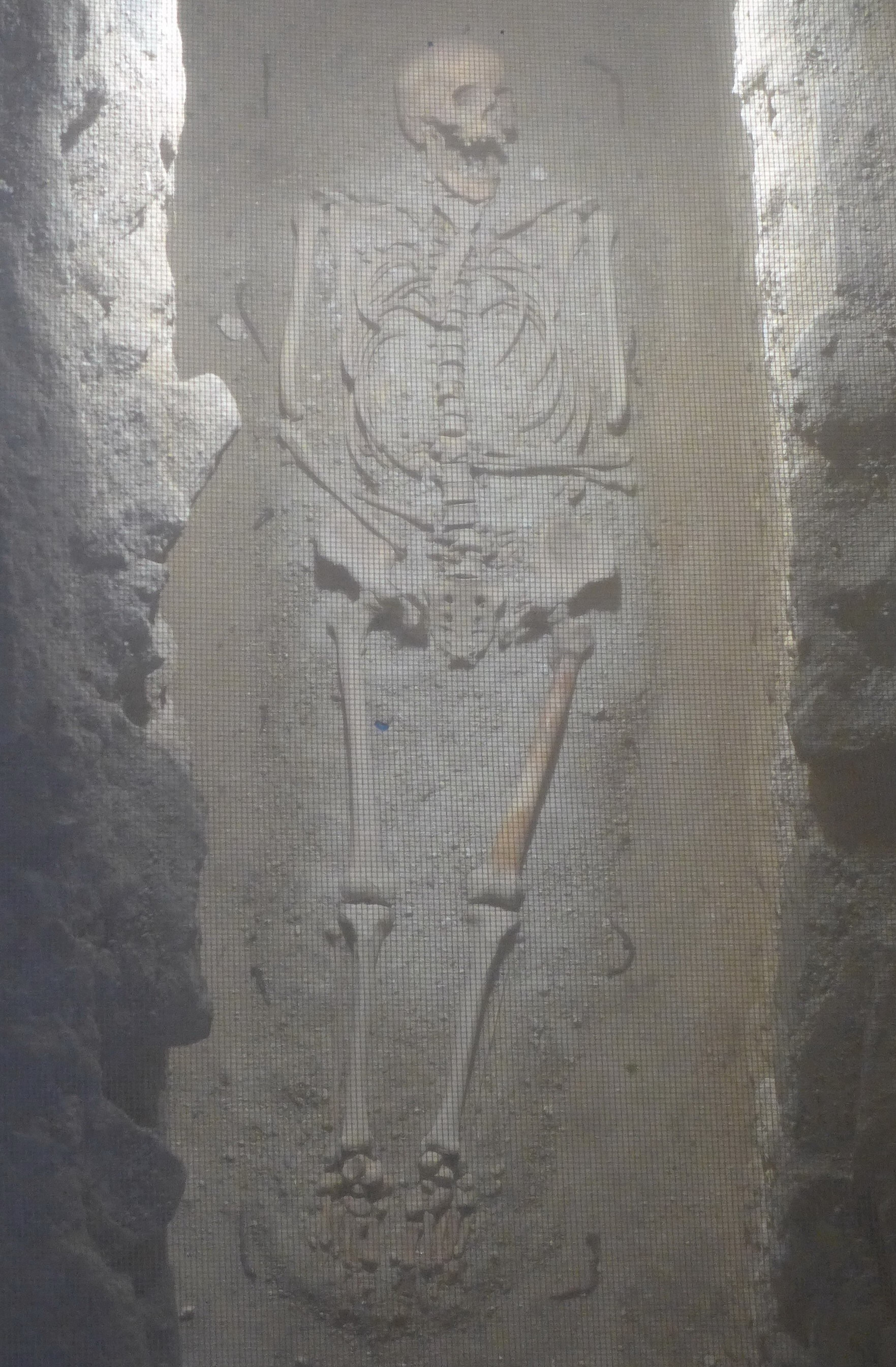
Zdejší hrob markraběte Leopolda I.